# Furacão Bertha (2008)
O furacão Bertha foi um raro furacão tipo Cabo Verde de começo de temporada e a tempestade tropical que se formou mais a leste num mês de julho em toda a história. Bertha também tornou-se o ciclone tropical formado antes de Agosto com o maior tempo de atividade e também o ciclone tropical com o maior tempo de atividade desde o furacão Ivan em 2004. Sendo o segundo sistema tropical nomeado da temporada de furacões no Atlântico de 2008, Bertha formou-se a partir de uma onda tropical que deixou a costa ocidental da África em 1 de julho e que se tornou a depressão tropical Dois-L a cerca de 405 km ao sul de Cabo Verde. O sistema fortaleceu-se rapidamente para uma tempestade tropical em 3 de julho e o Centro Nacional de Furacões atribuiu-lhe o nome Bertha. No final da noite (UTC), Bertha começou a se fortalecer sobre o Oceano Atlântico norte, a meio caminho entre as Pequenas Antilhas e a África. Bertha continuou a se fortalecer e tornou-se o primeiro furacão da temporada ciclônica de 2008 em 7 de julho, assim como também tornando-se o primeiro furacão 'maior' da temporada mais tarde naquele dia. O furacão começou a se enfraquecer durante 8 de julho devido a aproximação de um cavado de altos níveis ao seu nordeste. O sistema começou a seguir para norte-noroeste em direção a Bermudas antes de executar um pequeno loop ao seu sudeste em 12 e 13 de julho. Em 14 de julho, o sistema aproximou-se a cerca de 64 km de Bermudas antes de começar a seguir para nordeste, afastando-se das ilhas. Em 16 de julho, Bertha recurvou-se para sudeste sob a influência de um profundo ciclone extratropical antes de seguir novamente para nordeste, tornando-se um ciclone extratropical em 20 de julho.
Bertha causou ventos e chuvas fortes em Bermudas em 14 de julho, embora nenhum dano ou vítima fosse relatado. No entanto, o sistema gerou fortes ondas que atingiram a costa leste dos Estados Unidos, causando três mortes ao longo da costa de Nova Jérsei.

## História meteorológica

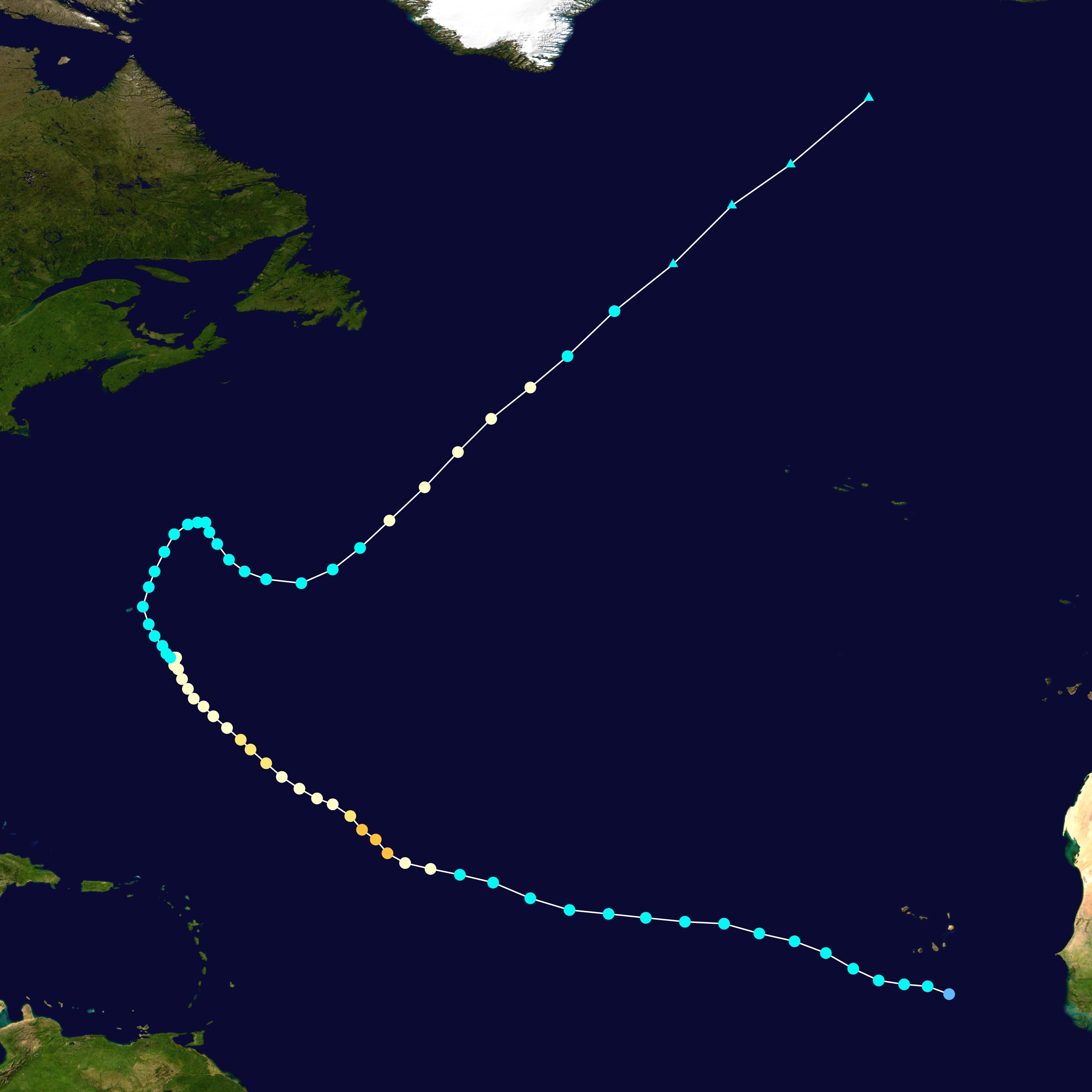
O caminho de Bertha

No começo da madrugada (UTC) de 1 de julho, uma forte e grande onda tropical deixou a costa ocidental da África.  A onda era acomapanhada por uma área de baixa pressão mesmo antes de seguir para o Oceano Atlântico. No começo da madrugada do dia seguinte, a área de baixa pressão de superfície começou a se organizar, apesar da baixa temperatura da superfície do mar, além da própria onda ficar mais bem organizada.  O Centro Nacional de Furacões classificou o sistema para a depressão tropical Dois nas primeiras horas da manhã (UTC) de 3 de julho após o próprio sistema ser capaz de manter áreas de convecção perto de seu centro por no mínimo 12 horas. A depressão se organizou mais e desenvolveu duas bandas distintas de convecção. Seis horas depois do sistema se tornar uma depressão tropical, foi classificado pelo NHC como uma tempestade tropical, recebendo o nome Bertha, a segunda tempestade tropical nomeada da temporada. O Centro Nacional de Furacões notou que este ciclone tropical foi previsto com muita antecedência, sendo prevista a formação da tempestade cerca de uma semana antes por muitos modelos computacionais globais.

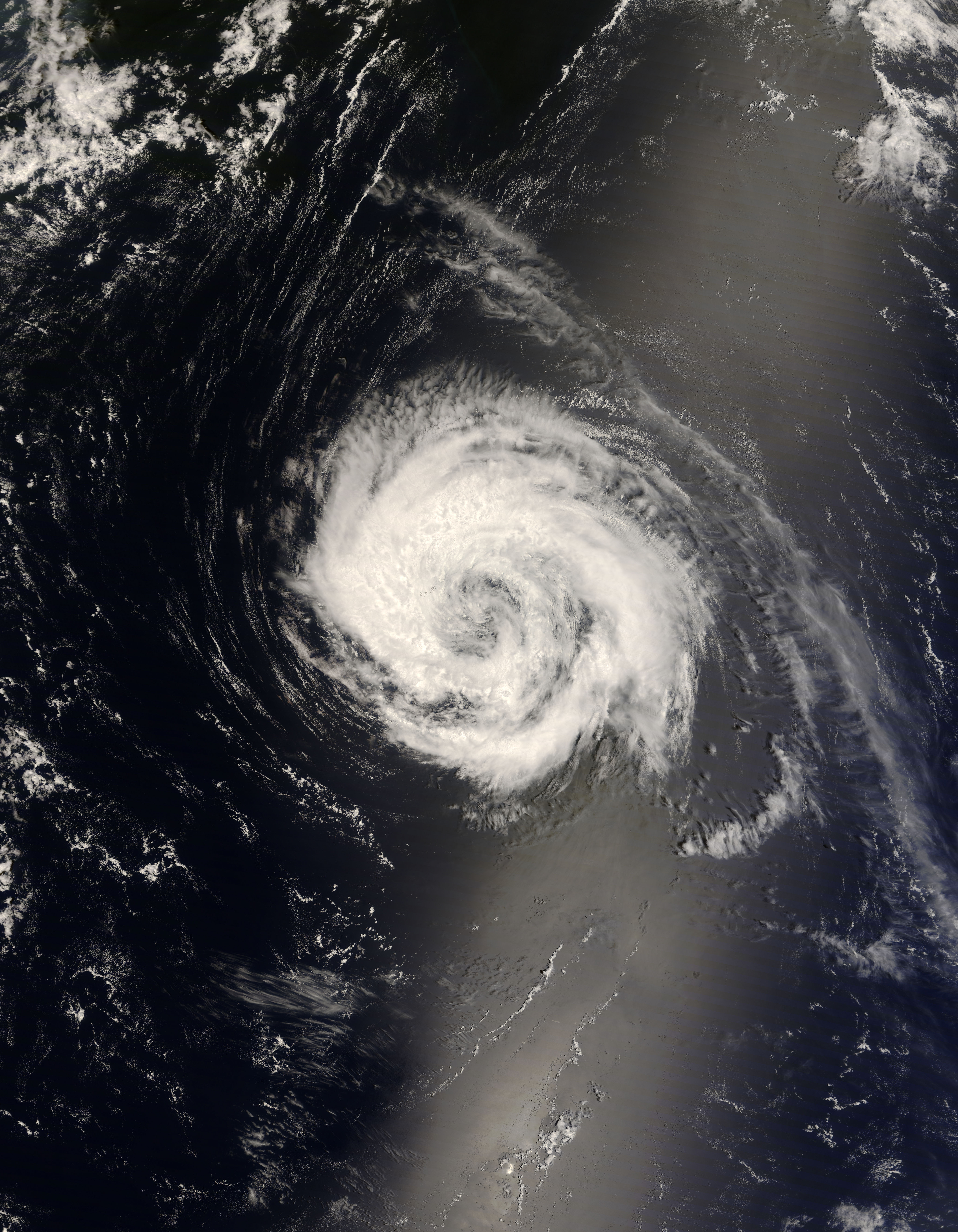
A tempestade tropical Bertha sobre Bermudas

Bertha continuou a seguir para oeste sob a influência de uma área de alta pressão subtropical.  Apesar do baixo cisalhamento do vento, Bertha manteve-se como uma fraca tempestade tropical devido à temperatura da superfície do mar baixa.  Nos dias seguintes, o sistema começou a seguir novamente sobre águas mais quentes, enquanto seguia para oeste a cerca de 40 km/h. Bertha começou a se fortalecer em 6 de julho assim que imagens de satélite no canal microondas mostravam a formação de um olho. A intensificação continuou na manhã de 7 de julho, quando Bertha tornou-se um furacão, o primeiro da temporada. Mais tarde, a intensificação ficou mais rápida e Bertha fortaleceu-se para um furacão de categoria 3 na escala de furacões de Saffir-Simpson ainda naquela tarde. Análises pós-tempestades indicaram que Bertha alcançou seu pico de intensidade com ventos máximos sustentados de 205 km/h.
Em 8 de julho Bertha começou a se enfraquecer rapidamente devido ao aumento no cisalhamento do vento devido à passagem de um cavado de altos níveis ao seu nordeste e durante aquela manhã, Bertha foi desclassificado para um furacão de categoria 2. A tendência de enfraquecimento continuou e ainda naquela tarde, Bertha foi desclassificado para um furacão de categoria um, embora tenha voltado a se fortalecer para categoria 2 no dia seguinte com a diminuição do cisalhamento do vento. No entanto, em 10 de julho, Bertha foi novamente desclassificado para um furacão de categoria 1 assim que um ciclo de substituição da parede do olho começou. O movimento de Bertha através do Atlântico tornou-se mais lento assim que as correntes atmosféricas cessaram e em 12 de julho, Bertha tornou-se estacionário a sul-sudeste de Bermudas. Após mover-se muito lentamente por cerca de um dia, Bertha provocou o afloramento das águas profundas através da agitação marítima causado pelos seus ventos, o que causou uma queda significativa da temperatura da superfície do mar, que subsequentemente causou um enfraquecimento adicional do sistema. Com isso, Bertha enfraqueceu-se para uma tempestade tropical. Em 14 de julho, Bertha fez a sua maior aproximação de Bermudas, a cerca de 64 km das ilhas.  Após começar a seguir para nordeste, afastando-se de Bermudas, um profundo ciclone extratropical fez que bertha seguisse para sudeste em 16 de julho. Após o ciclone extratropical se afastar, Bertha retomou a sua direção de deslocamento para nordeste e voltou a se um furacão em 18 de julho. Em 20 de julho, após 17 dias de atividade, Bertha novamente enfraqueceu-se para uma tempestade tropical e poucas horas depois começou a sofrer transição extratropical. Com isso, o NHC emitiu seu 70º e último aviso sobre o sistema ainda em 20 de julho, sendo que Bertha, naquele momento, já se encontrava aos arredores do paralelo 50°N. O sistema extratropical remanescente de Bertha continuou a seguir em direção à Islândia até em 21 de julho, quando foi absorvido por um sistema extratropical maior.

## Preparativos
Em 7 de julho, os residentes de Bermudas começaram a estocar lâmpadas, tecidos à prova de água e lanternas devido à aproximação do furacão Bertha. O ministro da Segurança Pública de Bermudas, o senador David Burch organizou uma reunião das Organizações de Medidas Emergenciais das ilhas para a noite de 9 de julho. Ele pediu também aos residentes locais a prepararem kits emergenciais de suprimentos, contendo lanternas, baterias, kit de primeiros socorros, alimentos não-perecíveis, água e utensílios descartáveis. Em 10 de julho, o Departamento dos Parques de Bermudas pois em efeito alertas de mar agitado ao longo das praias South Shores assim que Bertha começou a produzir fortes ondas para a região. Em 11 de julho, o Serviço Meteorológico das Bermudas emitiu um alerta de tempestade tropical para a ilha, e 24 horas depois, o alerta foi substituído por um aviso de tempestade tropical. Em 13 de julho, barricadas foram erguidas em todas as praias das ilhas, que fecharam todas as áreas para a natação e a prática de esportes.

## Impactos
Como uma tempestade tropical, Bertha produziu chuvas sobre Cabo Verde. No entanto, nenhuma vítima ou prejuízo foi relatado.
| Ciclones tropicais mais chuvosos em Bermudas Totais mais altos de precipitação acumulada desde 1939 | Ciclones tropicais mais chuvosos em Bermudas Totais mais altos de precipitação acumulada desde 1939 | Ciclones tropicais mais chuvosos em Bermudas Totais mais altos de precipitação acumulada desde 1939 | Ciclones tropicais mais chuvosos em Bermudas Totais mais altos de precipitação acumulada desde 1939 |
| Precipitação                                                                                        | Precipitação                                                                                        | Precipitação                                                                                        | Ciclone tropical                                                                                    |
| Pos.                                                                                                | (mm)                                                                                                | (in)                                                                                                | Ciclone tropical                                                                                    |
| --------------------------------------------------------------------------------------------------- | --------------------------------------------------------------------------------------------------- | --------------------------------------------------------------------------------------------------- | --------------------------------------------------------------------------------------------------- |
| 1                                                                                                   | 186,7                                                                                               | 7,35                                                                                                | Furacão de Outubro de 1939                                                                          |
| 2                                                                                                   | 151,4                                                                                               | 5,96                                                                                                | Cristobal (2002)                                                                                    |
| 3                                                                                                   | 148,0                                                                                               | 5,86                                                                                                | Nicole (2004)                                                                                       |
| 4                                                                                                   | 126,2                                                                                               | 4,97                                                                                                | Franklin (2005)                                                                                     |
| 5                                                                                                   | 124,0                                                                                               | 4,88                                                                                                | Harvey (2005)                                                                                       |
| 6                                                                                                   | 123,2                                                                                               | 4,85                                                                                                | Furacão de Setembro de 1948                                                                         |
| 7                                                                                                   | 121,2                                                                                               | 4,77                                                                                                | Bertha (2008)                                                                                       |
| 8                                                                                                   | 115,3                                                                                               | 4,54                                                                                                | Alice (1973)                                                                                        |
| 9                                                                                                   | 113,5                                                                                               | 4,47                                                                                                | Gustav (2002)                                                                                       |
| 10                                                                                                  | 80,0                                                                                                | 3,15                                                                                                | Karen (2001)                                                                                        |

Todos os voos de partida e de chegada da ilha foram afetados em 14 de julho assim que Bertha fez a sua aproximação final da ilha. O JetBlue e o Delta Air cancelaram seus voos enquanto que a American Airlines transferiu todos os seus voos para o dia anterior, escapando da chegada da tempestade tropical. A British Airlines atrasou seus voos para a tarde daquele dia, esperando que a tempestade poderia passar sobre a ilha exatamente no momento de seus voos. O serviço de balsa para St. Georges foi cancelado durante todo aquele dia, e todas as outras rotas saindo do porto de Hamilton foram cancelados após operarem normalmente durante aquela manhã. Algumas rodovias ficaram inundadas e galhos de árvores foram quebrados em toda a ilha. Os ventos derrubaram linhas de transmissão de eletricidade, mas técnicos da Companhia de Luz e Energia de Bermuda começou a consertar os danos imediatamente, mesmo sob a ação da tempestade.
Mesmo quando Bertha estava passando a leste da ilha e causando ventos equivalentes a uma tempestade tropical, preocupações de que o sistema poderia voltar a se fortalecer para um furacão antes de deixar a ilha fez que o governo de Bermudas emitisse um alerta de furacão.  Um total de 119 mm de chuva acumulou-se no aeroporto internacional local.
O furacão produziu fortes ondas e correntes costeiras ao longo da costa leste dos Estados Unidos. Houve cerca de 1.500 pedidos de resgate, sendo que três mortes foram relatadas ao longo da costa de Nova Jérsei.

## Recordes
O furacão Bertha agora detém os recordes da formação mais a leste de uma tempestade tropical num mês de julho, no meridiano 24,7°O, a formação mais a leste de um furacão num mês de julho, no meridiano 50,2°O, e a formação mais a leste de um furacão 'maior' antes do mês de Agosto, no meridiano 52,1°O. Bertha também é o sexto furacão mais intenso antes dum mês de Agosto na história e o terceiro furacão mais intenso num mês de julho, somente atrás dos furacões Dennis e Emily, em 2005. Bertha também se tornou o segundo ciclone tropical com mais tempo de atividade num mês de julho em 12 de julho, ficando em primeiro neste quesito a partir de 15 de julho. Bertha também tornou-se o furacão com mais tempo de atividade desde o furacão Ivan em 2004.